# Georges Lachat
Georges Lachat (* 2. August 1910 in Fumel; † 4. Juni 1992 in Bobigny) war ein französischer Radrennfahrer.

## Sportliche Laufbahn
Lachat war im Straßenradsport aktiv. Von 1934 bis 1943 war er Berufsfahrer. Seinen ersten Vertrag hatte er mit dem Radsportteam France–Sport–Wolber.
1934 gewann er sechs Etappen in der Algerien-Rundfahrt. 1938 siegte er im Etappenrennen Circuit des Deux-Sèvres vor Jules Melviel und im Eintagesrennen Grand Prix de Marmignolles.
Im Critérium des Pyrénéens 1938 wurde er Zweiter. Dritter wurde er 1935 bei Bordeaux–Saintes, 1936 im Circuit de l’Indre, 1938 im Circuit de la Creuse.
In der Tour de France 1935 wurde Lachat 38. der Gesamtwertung. 1939 kam er in der Großdeutschlandfahrt 1939 auf den 15. Platz.